# River Falls (Alabama)
River Falls – miasto w Stanach Zjednoczonych, w stanie Alabama, w hrabstwie Covington. W roku 2023 miasto zamieszkiwało 491 osób, a gęstość zaludnienia wynosiła 26,7 osoby/km².